# فومی‌ویرسن
فومی‌ویرسن (انگلیسی: Fomivirsen) با نام تجاری ویتراوین (Vitravene) یک داروی ضد ویروس است که در درمان «رتینیت سایتومگال‌ویروس» در بیماران دچار نقص ایمنی از جمله مبتلایان به ایدز به‌کار می‌رود. این دارو به صورت تزریق داخلِ چشمی تجویز می‌شود.
این دارو فرایند ترجمهٔ mRNA ویروسی را مهار می‌کند و نخستین داروی آنتی‌سنس بود که توسط سازمان غذا و داروی آمریکا در سال ۱۹۹۸ میلادی تأیید شد.
شرکت نوارتیس درخواست مجوز بازاریابی این دارو را در سال ۲۰۰۲ در اروپا و در سال ۲۰۰۶ در آمریکا به‌دلیل کاهش قابل ملاحظهٔ تقاضا پس گرفت؛ چرا که درمان‌های ترکیبی جدید باعش شد تعدادِ بیماران مبتلا به سایتومگال‌ویروس کاهش چشمگیری داشته باشد.